# Sinagoga de Merthyr
La antigua Sinagoga de Merthyr  (en galés: Synagog Merthyr; en inglés: Merthyr Synagogue) está situada en la calle Bryntirion en la sección de Thomastown de Merthyr Tydfil, Gales. Se trata de un edificio de Grado II y se cree que es el más antiguo construido especialmente para servir como sinagoga que aún sigue en pie en Gales. 
La congregación judía de Merthyr se estableció en 1848 en un momento en que Merthyr Tydfil fue el centro de la revolución industrial y la ciudad más grande del País de Gales. La nueva congregación se llamó a sí misma "Congregación hebrea Merthyr Tydfil", y erigió su primera sinagoga en 1852-1855 en la calle John. Ese primer edificio fue demolido en la década de 1990.